# День українського політв'язня

Блок поштових марок «Лицарі духу. Діячі українського правозахисного руху»

День українського політв'язня — відзначається в Україні щороку 12 січня на честь осіб, які були заарештовані через політичні переконання.

## Статус
Традиція відзначення дня політв'язня запроваджена з 1975 з пропозиції В'ячеслава Чорновола, який закликав протистояти репресіям і жорстокості режиму. Найстійкіші, найвмотивованіші українці приєднуються до щорічного одноденного голодування в підтримку політв'язнів, інші — проводять різноманітні тематичні заходи.
Причиною відзначення спочатку були репресії радянського тоталітаризму проти української інтелігенції, а зараз російський режим, що розгорнув терор проти українців — «перевершивши радянський тоталітаризм».

## Правовий аспект поняття
Відповідно до Статті 2 загальної декларації прав людини, прийнятої Генеральною асамблеєю ООН 10 грудня 1948 року:
| Кожна людина повинна мати всі права і всі свободи, проголошені цією Декларацією, незалежно від раси, кольору шкіри, статі, мови, релігії, політичних або інших переконань, національного чи соціального походження, майнового, станового або іншого становища. Крім того, не повинно проводитися ніякого розрізнення на основі політичного, правового або міжнародного статусу країни або території, до якої людина належить, незалежно від того, чи є ця територія незалежною, підопічною, не самоврядованою або як-небудь інакше обмеженою у своєму суверенітеті.[1] |
Отже, саме поняття політв'язень суперечить міжнародному праву. Для України, як до проголошення Незалежності, так і на нинішньому історичному етапі, проблема ув'язнених за політичними мотивами була і є доволі гострою.

## Історія
12-14 січня 1972 рік — день найбільшої репресивної акції проти українських дисидентів, коли одночасно було заарештовано більшість відомих представників національно-демократичного руху, і розпочався так званий «генеральний погром» українського шістдесятництва.
День українського політв'язня на пропозицію В'ячеслава Чорновола відзначався в політичних таборах і тюрмах та на засланні 12 січня, починаючи з 1975. Найстійкіші, найвмотивованіші українці приєднуються до щорічного одноденного голодування в підтримку політв'язнів, інші — проводять різноманітні тематичні заходи.
Саме тоді були заарештовані всі відомі дисиденти України: у Києві — Іван Світличний, Євген Сверстюк, Василь Стус, Леонід Плющ, Зіновій Антонюк, Іван Дзюба; у Львові — В'ячеслав Чорновіл, Михайло Осадчий, Іван Гель, Стефанія Шабатура, Ірина Стасів-Калинець, трохи пізніше — Ігор Калинець та інші. Наступна хвиля арештів відбулася у квітні-травні 1972 року. Нікому із заарештованих не інкримінувати «зради батьківщини», тільки «антирадянську агітацію і пропаганду». Але майже всі провідні діячі шістдесятництва дістали максимальний строк — 7 років ув'язнення в таборах суворого режиму та 5 років заслання — й виселені за межі Батьківщини — в Мордовію та Пермську область Росії, потім у Сибір та в Казахстан. Найупертіші були запроторені у психлікарні.
Саме шістдесятники, а через 5 років після їх арешту Українська Гельсінська група, поставили українське питання у контексті протиборства тоталітарного СССР і демократичного Заходу. Їх справу продовжила Українська гельсінська спілка, з якої виросли перші офіційні українські партії — Українська республіканська партія та Українська християнсько-демократична партія. Сьогодні ми схиляємо голови перед тими, хто жертвував своєю свободою, сім'єю, а часто самим життям заради здобуття Україною незалежності. Однак не забуваймо, що не такою Україну бачили у своїх мріях колишні політв'язні — адже сьогодні владний режим повертається до совєтської практики боротьби з «інакомислячими», ув'язнюючи опозиційних лідерів, влаштовуючи політично заангажовані судилища над Юлією Тимошенко, Юрієм Луценком та іншими.
Після «генерального погрому» рух опору відродився у другій половині 70‑х років, коли основним засобом боротьби з системою став захист прав людини. Страх був переможений, його знищили ті мужні люди в далекі 60-80-ті роки минулого століття. Шістдесятники зруйнували утопію про «нову» радянську культуру, про «нову» радянську людину і повернули словам і поняттям їх природне розуміння, вони повернули загальнолюдські цінності: віру в Бога, прагнення свободи.
Увечері 11 січня 1981 члени Київського демократичного клубу Сергій Набока, Лариса Лохвицька, Інна Чернявська, Леонід Мілявський та Наталка Пархоменко, яким було тоді трохи за 20 років, розклеїли в Києві кілька екземплярів листівки: «Співвітчизники! 12 січня — День українських політв'язнів. Підтримаймо їх!». Усі були затримані поблизу ст. метро «Більшовик», четверо перших ув'язнені на три роки.

## Актуальність у сьогоденні
Станом на січень 2019 понад 80 українців утримувалося в російських в'язницях за політичні погляди, серед них Олег Сенцов, Роман Сущенко, Асан Чапух та інші.
Дуже подібний до радянського за своєю сутністю, російський режим окупував український Крим і розв'язав криваву війну на сході України. Українська нація змогла дати відсіч агресору, проте на окупованих територіях розгорнувся терор проти українців і кримських татар. Сьогодні процес історичного ревізіонізму радянського тоталітарного режиму в Росії проявляється не тільки в заявах політиків і в галасливих святах з вивішуванням портретів «вождів». У сталінському стилі відбуваються викрадення, затримання, арешти, обшуки і катування затриманих, яким інкримінують вигадані злочини. Режим Володимира Путіна, особливо в окупованому Криму, перевершив навіть радянський тоталітаризм доби «застою». Старі радянські методи набули нової сили: створення атмосфери страху, безсилля і безнадії, терор проти інакодумців, воєнні злочини, брутальні порушення прав і свобод, презирство до людської гідності, підміна непорушних цінностей доктриною «русского мира», тотальна пропаганда.
І ми знову з сумом відзначаємо День українського політв'язня, день невдалої спроби придушити вільний український дух, який, як фенікс, щоразу відроджується з попелу і стає міцнішим.

## Галерея

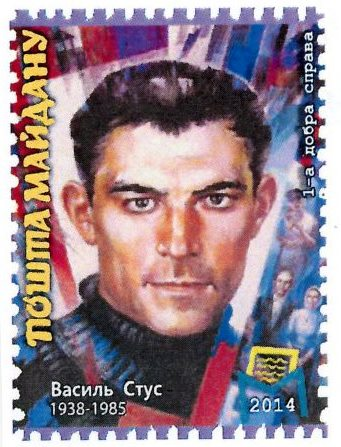
Василь Стус
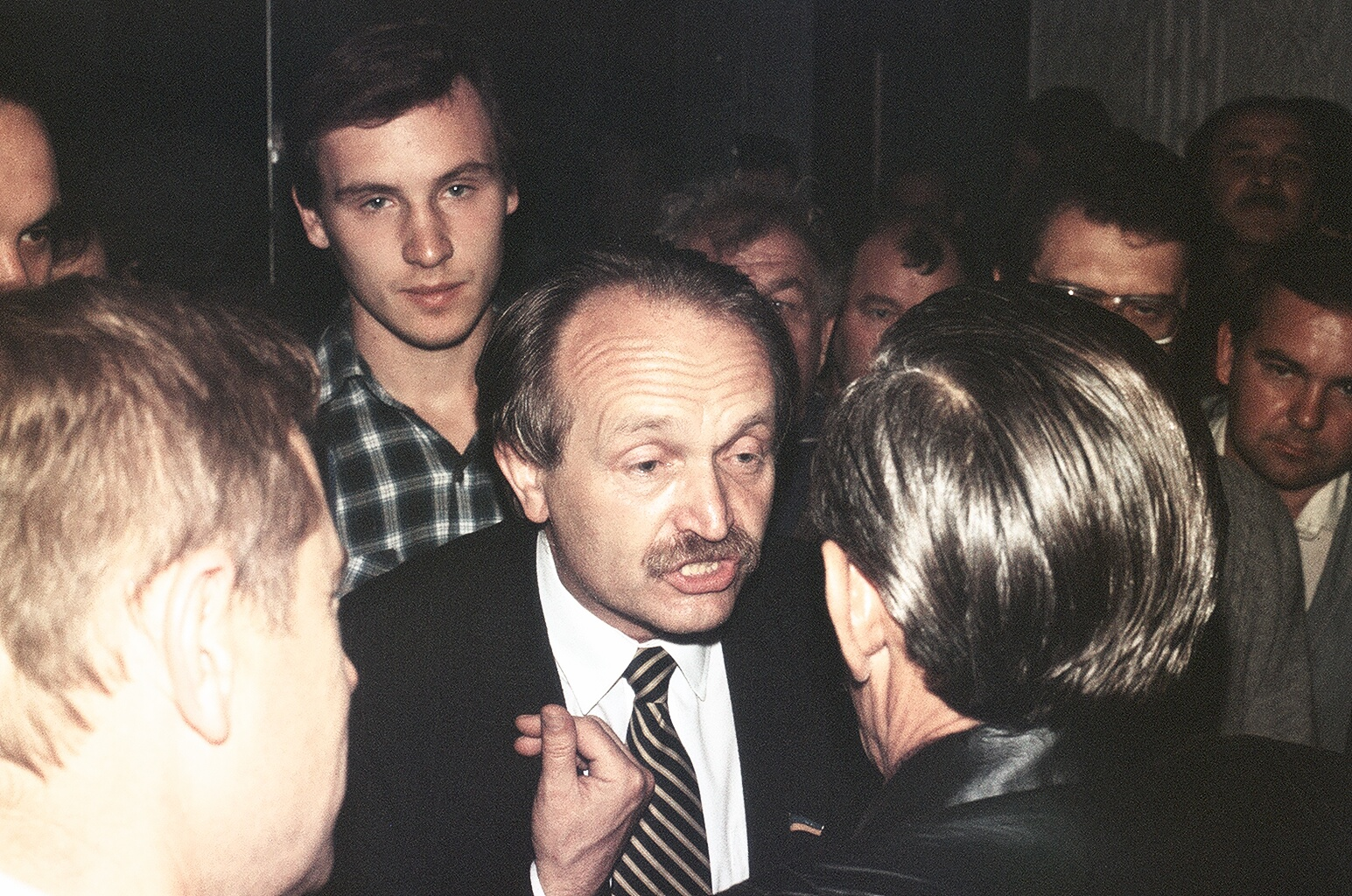
В'ячеслав Чорновіл
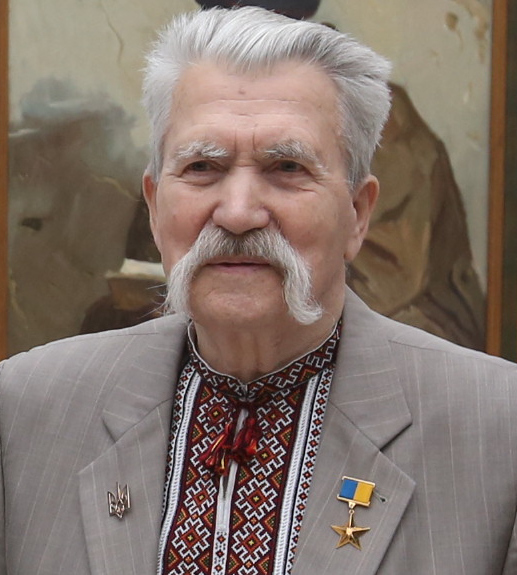
Левко Лук'яненко
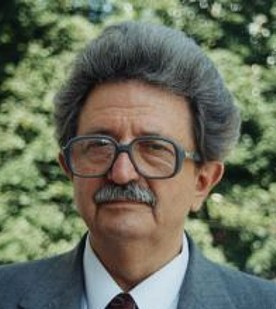
Михайло Горинь
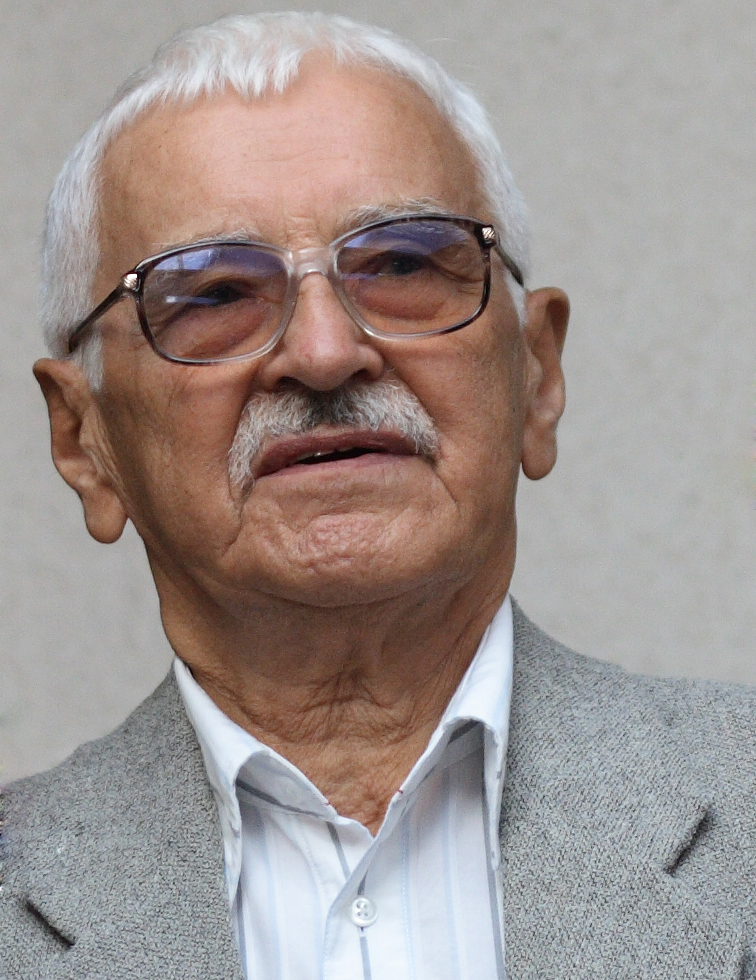
Євген Сверстюк
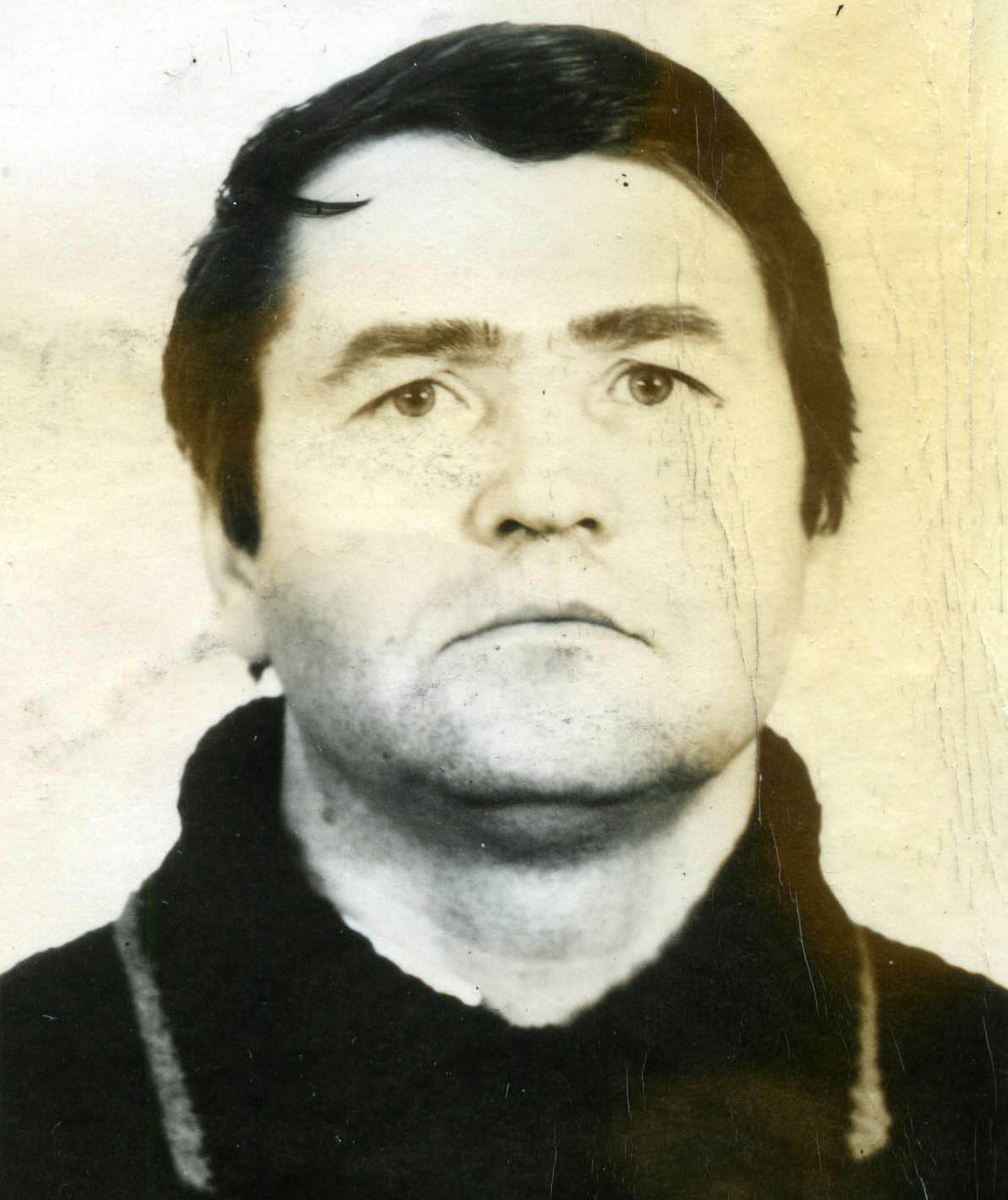
Іван Дзюба